# 築上郡

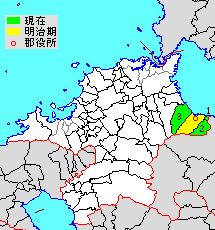
福岡県築上郡の位置（1.吉富町 2.上毛町 3.築上町）

築上郡（ちくじょうぐん）は、福岡県の郡。
人口28,816人、面積187.77km²、人口密度153人/km²。（2025年2月1日、推計人口）
以下の3町を含む。
- 吉富町（よしとみまち）
- 上毛町（こうげまち）
- 築上町（ちくじょうまち）

## 概要
郡名は、合併前の両郡の名前を合成したものである。現在でも西部と東部で生活圏が異なる。旧・築城郡域にあたる西部の築上町地域は北九州市・行橋市の生活圏・文化圏であるが、旧・上毛郡にあたる東部の上毛町・吉富町・豊前市は古代には三毛郡（みけのこおり）と呼ばれ旧下毛郡と一体だった。また吉富町と上毛町域は江戸時代には中津藩の領域であったため、大分県中津市の生活圏・文化圏としての色合いが強い。現在でも大分県北部との交流が盛んである。また、豊前市と築上郡を合わせて豊築地域と呼ばれるほか、それらと京都地域とを合わせて京築と呼ばれる。

## 郡域
1896年（明治29年）に行政区画として発足した当時の郡域は、上記3町に豊前市を加えた区域にあたる。

## 歴史
- 明治29年（1896年）

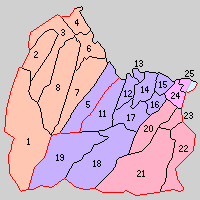
1.上城井村 2.下城井村 3.築城村 4.八津田村 5.角田村 6.椎田村 7.西角田村 8.葛城村 11.山田村 12.八屋町 13.宇島町 14.千束村 15.三毛門村 16.黒土村 17.横武村 18.合河村 19.岩屋村 20.西吉富村 21.友枝村 22.唐原村 23.南吉富村 24.東吉富村 25.高浜村（水色：中津市 紫：豊前市 橙：築上町 桃：吉富町 赤：上毛町）

  - 4月1日 - 郡制の施行のため、築城郡・上毛郡の区域をもって築上郡が発足。以下の町村が所属。（2町21村）
    - 旧・築城郡（8村） - 上城井村、下城井村、築城村、八津田村（現・築上町）、角田村（現・豊前市）、椎田村、西角田村、葛城村（現・築上町）
    - 旧・上毛郡（2町13村） - 山田村、八屋町、宇島町、千束村、三毛門村、黒土村、横武村、合河村、岩屋村（現・豊前市）、西吉富村、友枝村、唐原村、南吉富村（現・上毛町）、東吉富村、高浜村（現・吉富町）

  - 5月1日 - 東吉富村・高浜村が合併し、改めて東吉富村が発足。（2町20村）
  - 7月1日 - 郡制を施行。郡役所が八屋町に設置。
- 明治31年（1898年）9月2日 - 椎田村が町制施行して椎田町となる。（3町19村）
- 大正12年（1923年）4月1日 - 郡会が廃止。郡役所は存続。
- 大正15年（1926年）7月1日 - 郡役所が廃止。以降は地域区分名称となる。
- 昭和10年（1935年）4月1日 - 宇島町が八屋町に編入。（2町19村）
- 昭和10年（1935年）時点での当郡の面積は298.61平方km、人口は63,334人（男30,744人・女32,590人）[1]。
- 昭和17年（1942年）5月19日 - 東吉富村が町制施行して吉富町となる。（3町18村）
- 昭和30年（1955年）
  - 1月1日 - 椎田町・八津田村・葛城村・西角田村が合併し、改めて椎田町が発足。（3町15村）
  - 3月1日 - 西吉富村・南吉富村が合併して新吉富村が発足。（3町14村）
  - 4月1日（4町10村）
    - 友枝村・唐原村が合併して大平村が発足。
    - 築城村・下城井村・上城井村が合併して築城町が発足。

  - 4月10日 - 八屋町・角田村・山田村・千束村・三毛門村・黒土村・横武村・合河村・岩屋村が合併して宇島市が発足し、郡より離脱。（3町2村）
- 平成17年（2005年）10月11日 - 新吉富村・大平村が合併して上毛町が発足。（4町）
- 平成18年（2006年）1月10日 - 椎田町・築城町が合併して築上町が発足。（3町）

### 変遷表
| 明治22年以前 | 旧郡   | 明治29年2月26日 | 明治29年 - 大正15年     | 昭和1年 - 昭和19年              | 昭和20年 - 昭和29年 | 昭和30年 - 昭和63年                        | 平成1年 - 現在          | 現在   |
| ------------ | ------ | --------------- | ----------------------- | ------------------------------- | ------------------- | ------------------------------------------ | ----------------------- | ------ |
|              | 上毛郡 | 東吉富村        | 明治29年5月1日 東吉富村 | 昭和17年5月19日 町制改称 吉富町 | 吉富町              | 吉富町                                     | 吉富町                  | 吉富町 |
|              | 上毛郡 | 高浜村          | 明治29年5月1日 東吉富村 | 昭和17年5月19日 町制改称 吉富町 | 吉富町              | 吉富町                                     | 吉富町                  | 吉富町 |
|              | 上毛郡 | 西吉富村        | 西吉富村                | 西吉富村                        | 西吉富村            | 昭和30年3月1日 新吉富村                    | 平成17年10月11日 上毛町 | 上毛町 |
|              | 上毛郡 | 南吉富村        | 南吉富村                | 南吉富村                        | 南吉富村            | 昭和30年3月1日 新吉富村                    | 平成17年10月11日 上毛町 | 上毛町 |
|              | 上毛郡 | 友枝村          | 友枝村                  | 友枝村                          | 友枝村              | 昭和30年4月1日 大平村                      | 平成17年10月11日 上毛町 | 上毛町 |
|              | 上毛郡 | 唐原村          | 唐原村                  | 唐原村                          | 唐原村              | 昭和30年4月1日 大平村                      | 平成17年10月11日 上毛町 | 上毛町 |
|              | 上毛郡 | 八屋町          | 八屋町                  | 八屋町                          | 八屋町              | 昭和30年4月10日 宇島市 4月14日 改称 豊前市 | 豊前市                  | 豊前市 |
|              | 上毛郡 | 宇島町          | 宇島町                  | 昭和10年4月1日 八屋町に編入     | 八屋町              | 昭和30年4月10日 宇島市 4月14日 改称 豊前市 | 豊前市                  | 豊前市 |
|              | 上毛郡 | 山田村          | 山田村                  | 山田村                          | 山田村              | 昭和30年4月10日 宇島市 4月14日 改称 豊前市 | 豊前市                  | 豊前市 |
|              | 上毛郡 | 千束村          | 千束村                  | 千束村                          | 千束村              | 昭和30年4月10日 宇島市 4月14日 改称 豊前市 | 豊前市                  | 豊前市 |
|              | 上毛郡 | 三毛門村        | 三毛門村                | 三毛門村                        | 三毛門村            | 昭和30年4月10日 宇島市 4月14日 改称 豊前市 | 豊前市                  | 豊前市 |
|              | 上毛郡 | 黒土村          | 黒土村                  | 黒土村                          | 黒土村              | 昭和30年4月10日 宇島市 4月14日 改称 豊前市 | 豊前市                  | 豊前市 |
|              | 上毛郡 | 横武村          | 横武村                  | 横武村                          | 横武村              | 昭和30年4月10日 宇島市 4月14日 改称 豊前市 | 豊前市                  | 豊前市 |
|              | 上毛郡 | 合河村          | 合河村                  | 合河村                          | 合河村              | 昭和30年4月10日 宇島市 4月14日 改称 豊前市 | 豊前市                  | 豊前市 |
|              | 上毛郡 | 岩屋村          | 岩屋村                  | 岩屋村                          | 岩屋村              | 昭和30年4月10日 宇島市 4月14日 改称 豊前市 | 豊前市                  | 豊前市 |
|              | 築城郡 | 角田村          | 角田村                  | 角田村                          | 角田村              | 昭和30年4月10日 宇島市 4月14日 改称 豊前市 | 豊前市                  | 豊前市 |
|              | 築城郡 | 椎田村          | 明治31年9月2日 町制     | 椎田町                          | 椎田町              | 昭和30年1月1日 椎田町                      | 平成18年1月10日 築上町  | 築上町 |
|              | 築城郡 | 西角田村        | 西角田村                | 西角田村                        | 西角田村            | 昭和30年1月1日 椎田町                      | 平成18年1月10日 築上町  | 築上町 |
|              | 築城郡 | 葛城村          | 葛城村                  | 葛城村                          | 葛城村              | 昭和30年1月1日 椎田町                      | 平成18年1月10日 築上町  | 築上町 |
|              | 築城郡 | 八津田村        | 八津田村                | 八津田村                        | 八津田村            | 昭和30年1月1日 椎田町                      | 平成18年1月10日 築上町  | 築上町 |
|              | 築城郡 | 築城村          | 築城村                  | 築城村                          | 築城村              | 昭和30年4月1日 築城町                      | 平成18年1月10日 築上町  | 築上町 |
|              | 築城郡 | 上城井村        | 上城井村                | 上城井村                        | 上城井村            | 昭和30年4月1日 築城町                      | 平成18年1月10日 築上町  | 築上町 |
|              | 築城郡 | 下城井村        | 下城井村                | 下城井村                        | 下城井村            | 昭和30年4月1日 築城町                      | 平成18年1月10日 築上町  | 築上町 |

## 行政
歴代郡長
| 代 | 氏名     | 就任年月日               | 退任年月日                | 備考                   |
| -- | -------- | ------------------------ | ------------------------- | ---------------------- |
| 1  |          | 1896年（明治29年）4月1日 |                           |                        |
|    | 村岡益章 | 1896年（明治29年）6月    |                           |                        |
|    | 猪野鹿次 | 1913年（大正2年）10月    |                           |                        |
|    |          |                          | 1926年（大正15年）6月30日 | 郡役所廃止により、廃官 |